# Once-Only-Prinzip
Das Once-Only-Prinzips (OOP) ist ein Prinzip in der Verwaltung, dessen Ziel es ist, dass Bürger und Unternehmen bestimmte Standardinformationen den Behörden nur noch einmal mitteilen müssen. Unter Einbeziehung von Datenschutzbestimmungen und der expliziten Zustimmung der Nutzer ist es der öffentlichen Verwaltung erlaubt, die Daten wiederzuverwenden und untereinander auszutauschen. Das Once-Only-Prinzip ist Teil der Bemühungen der Europäischen Union (EU), den Digitalen Binnenmarkt durch Verringerung des Verwaltungsaufwands für Bürger und Unternehmen weiterzuentwickeln.

## Beschreibung
Die Anwendung des Once-Only-Prinzips in den öffentlichen Verwaltungen aller EU-Mitgliedstaaten ist einer der Wege zur Verringerung des Verwaltungsaufwands. Auf dieses Ziel haben sich die Minister der EU-Mitgliedstaaten in der Ministererklärung über elektronische Behördendienste im Jahr 2009 geeinigt. Die EU-weite Anwendung von Once-Only ist auch eine der Säulen der Strategie für den Digitalen Binnenmarkt und eines der Grundprinzipien des EU-eGovernment-Aktionsplans 2016–2020.
Das Once-Only-Prinzip wird in den einzelnen EU-Mitgliedstaaten unterschiedlich definiert. In einigen Ländern bezieht es sich auf die Datenspeicherung, was bedeutet, die gesammelten Daten in einer einzigen Datenbank zu speichern. In anderen Ländern bezieht sich Once-Only auf die Datenerhebung und legt fest, dass Daten nur einmal an öffentliche Verwaltungen übermittelt werden dürfen, wobei jedoch mehrere Datenspeicher möglich sind. Andere Länder kombinieren beide Ansätze und verlangen, dass die Daten nur einmal erhoben und in einer einzigen Datenbank gespeichert werden.

## Vorteile
Das Once-Only-Prinzip ist ein wichtiges Mittel zur Verringerung des Verwaltungsaufwands in den EU-Mitgliedstaaten, da der Austausch bereits gesammelter Informationen kostengünstiger und weniger aufwändig ist als ihr wiederholtes Sammeln und Speichern. Darüber hinaus können die Daten gegenüber Hackerangriffen bei entsprechenden Vorkehrungen kostengünstiger gesichert werden.
Die Hauptvorteile von Once-Only für öffentliche Verwaltungen liegen in der Prozessoptimierung und einer potenziell höheren Verwaltungseffizienz. Dazu gehören weniger Anrufe in Kundenservicezentren, eine geringere Anzahl papierbasierter Anträge, eine schnellere Bearbeitung von Verwaltungsvorgängen, eine Zeitersparnis durch geringeren Datenerfassungsbedarf und weniger Datenfehler durch die Wiederverwendung von Daten. Dadurch könnte die öffentlichen Verwaltungen Kosten sparen und die Qualität einiger öffentlicher Dienstleistungen verbessert werden.
Die grenzüberschreitende Umsetzung des Prinzips kann auch dazu beitragen, die in- und ausländischen Personen und Unternehmen bei der Nutzung von staatlichen Leistungen, die sie zur Übermittlung von Informationen an Behörden verpflichten, gleichzustellen. Eine bessere öffentliche Wertschöpfung kann wiederum insgesamt die Legitimität, Transparenz und Rechenschaftspflicht der öffentlichen Verwaltungen verbessern.

## Hürden
Laut einer Studie, die im Auftrag der EU-Kommission durchgeführt wurde, stößt Once-Only in der gesamten EU auf technische, organisatorische, semantische und rechtliche Hindernisse bei der Umsetzung.
Auf der technischen Seite mangelt es an einer umfassenden und sicheren Datenaustauschlösung, an interoperablen Katalogen und IT-Systemen sowie an einer fehlenden Infrastruktur für einen sicheren und datenschutzkonformen Austausch. Darüber hinaus sind andere Barrieren organisatorisch bedingt. Die Studie zählt dazu das Fehlen einer klaren politischen Steuerung, die hohen Umsetzungskosten und die mangelnde Bereitschaft der Verwaltung zur Zusammenarbeit und zum Datenaustausch. Was die semantischen Aspekte anbelangt, so besteht die Herausforderung in fehlenden oder zu stark verteilten Registern und in der unzureichenden Interoperabilität der vorhandenen Register und Daten. Darüber hinaus bestehen Barrieren durch unterschiedliche Standards, Taxonomien, Datenmodelle und die Datenqualität. Zu den rechtlichen Hindernissen gehören die Heterogenität der nationalen Rechtsrahmen, der Datenschutz und die Wahrung der Privatsphäre.
Diese Aspekte behindern eine schnelle und weitgehende Implementierung des Once-Only Prinzip auf europäischer Ebene.
Es besteht ein Spannungsverhältnis zwischen dem Once-Only-Prinzip und grundlegenden europäischen Datenschutzprinzipien wie der engen Zweckbindung bei personenbezogenen Daten (Art. 5 1b DSGVO), dem Prinzip der Datenminimierung (Art. 5 1c DSGVO) und dem unmittelbaren Erhebungsgrundsatz (Art. 13 und 14 DSGVO).
Das Once-Only-Prinzip geht vom Vorhandensein der Daten in der öffentlichen Verwaltung aus. Somit wird die öffentliche Verwaltung insgesamt als eine Einheit betrachtet, während tatsächlich beispielsweise in Deutschland die unterschiedlichen staatlichen und kommunalen Verwaltungseinheiten voneinander getrennt handeln. Insofern lässt sich das Once-Only-Prinzip leichter für zentral organisierte Staaten umsetzen, bei denen alle öffentliche Behörden gleichermaßen auf alle Informationen über den Bürger oder über Behörden zugreifen können. In föderal oder anderweitig dezentral organisierten Staaten darf eine öffentliche Stelle häufig noch nicht einmal wissen, dass Daten zu einem Bürger oder Unternehmen an anderer Stelle vorliegen. Wegen der Zweckbindung dürfen vorhandene Daten, sogar bei der gleichen Stelle zu einem anderen Zweck, nur mit ausdrücklicher Einwilligung verwendet werden. Nach dem Grundsatz der unmittelbaren Datenerhebung beim Betroffenen ist die öffentliche Verwaltung zudem verpflichtet, die Daten beim Betroffenen selbst zu erheben. Datenminimierung (auch unter Datenvermeidung und Datensparsamkeit bekannt) verlangt zudem, dass Daten keinesfalls auf Vorrat gehalten werden dürfen. Auflösbar ist das Spannungsverhältnis dann, wenn Bürger und Unternehmen digital Inhaber der sie betreffenden Informationen sind, die dann im Bedarfsfall anderen betroffenen Stellen weitergegeben werden dürfen. Bürger/Unternehmen können so auf vorhandene Daten zurückgreifen, ohne sie neu angeben zu müssen (once only) und zugleich verfügen im Einzelfall über Zweck und Weitergabe der Daten. Dadurch werden alle Datenschutzprinzipien eingehalten.

## Umsetzung des Once-Only-Prinzips (national)
Bis 2014 hatten 25 europäische Länder damit begonnen, Once-Only bis zu einem gewissen Grad umzusetzen und 13 Länder verfügten über Rechtsvorschriften, die die Umsetzung des Prinzips für Unternehmen und Einzelpersonen unterstützen. Allerdings ist die Umsetzung in der gesamten EU noch immer fragmentiert, und die Erfahrungen mit grenzüberschreitenden Anwendungen von Once-Only beschränken sich nach wie vor auf einige wenige Dienste und Fälle. Die am weitesten fortgeschrittenen Once-Only-Infrastrukturen gibt es in Belgien, Estland und den Niederlanden, die über nationale Rechtsvorschriften verfügen und deren Umsetzung auch durchsetzen.

### Estland
In Estland findet Once-Only in den meisten Verwaltungsverfahren Anwendung. Mehrere wesentliche Voraussetzungen, darunter rechtliche, administrative und technische, sind erfüllt. Seit 2007 verbietet das Gesetz über die Information der Öffentlichkeit die Einrichtung separater Datenbanken für die Sammlung der gleichen Daten. Auch im Allgemeinen Teil des Wirtschaftsgesetzbuches heißt es, dass es den Wirtschaftsverwaltungsbehörden untersagt ist, von den Unternehmen die Bereitstellung von Informationen zu verlangen, die bereits in einer öffentlichen Datenbank erfasst sind.
Im gesundheitlichen Sektor wird in Estland von dem Once-Only Prinzip bereits durch die digitale Patientenakte Gebrauch gemacht. Seit 2008 werden Gesundheitsdaten über eine zentrale Datenbank verwaltet. (Fach-)Ärzte können dort Analysen, Diagnosen, Testergebnisse und Behandlungsverfahren dokumentieren. Nach einer Überweisung in ein Krankenhaus können so beispielsweise die Patientendaten über die Datenbank abgerufen werden, ohne dass der Patient die Daten erneut angeben muss. Auch in Notfallsituationen kann bereits im Krankenwagen nach Identifikation des Patienten eine elektronische Erste-Hilfe Karte erzeugt werden, die den Ersthelfern lebenswichtige Daten zur Verfügung stellt. Patienten können auf die Datenbank über eine (mobile) ID Karte zugreifen und ihre Daten komplett selbstständig verwalten und ihre Zustimmung/Ablehnung zu dem Datenaustausch geben. Die Datenhoheit liegt in jedem Fall bei den Patienten.

### Niederlande
In den Niederlanden wird das Once-Only Prinzip in mehreren Bereichen angewendet. Das Stelsel van Basisregistraties (System von Basisregistern) wurde 2003 gegründet und umfasst 12 Basisregister, die allgemeine Informationen über Unternehmen und Einzelpersonen enthalten, wie z. B. Firmennamen, persönliche Adressen, Katasterinformationen, Einkommen und Kfz-Zulassungsinformationen. Dies ermöglicht es Unternehmen und Bürgern, diese Daten nur einmal zur Verfügung zu stellen. Das System umfasst sowohl offene Register, die öffentlich zugänglich sind, als auch geschlossene Register, in denen Informationen nur für diejenigen zugänglich sind, die sie für ihre Arbeit benötigen.
Was das Once-Only Prinzip für Privatpersonen betrifft, hat das niederländische Finanzamt (Belastingdienst) im Jahr 2014 die vorausgefüllte Steuererklärungen eingeführt und 2016 zum Standard gemacht. Da Steuerdaten aus verschiedenen Datenbanken automatisch zusammengeführt und den Steuerformularen hinzugefügt werden, müssen die Benutzer die Steuerformulare nicht mehr manuell ausfüllen, was das Berichtswesen erheblich vereinfacht und beschleunigt. Weiterhin findet Once-Only auch im Elektronisch Patiënten Dossier (EPD, Elektronisches Patienten Dossier) Anwendung: es ermöglicht den Pflegekräften, über eine nationale Austauschstelle andere Leistungserbringer um Patienteninformationen zu bitten. Der Zugang zu Informationen ist nur möglich, wenn die Patienten vorher ihre Einwilligung gegeben haben. Die Patienten können ihre Akte online einsehen (die Authentifizierung erfolgt über eID) und den Pflegedienstleistern den Zugang gestatten.

### Belgien
Belgien hat 2014 ein eigenes Gesetz zu Once-Only verabschiedet. Das Gesetz verlangt von den öffentlichen Verwaltungen des Bundes, dass sie alle verfügbaren Daten aus amtlichen Registern mit eindeutigem Identifikationsmerkmal abrufen, anstatt Bürger und Unternehmen zu bitten, diese Daten mehrfach zur Verfügung zu stellen. Die Umsetzung des Gesetzes wird durch das System der Basisregister und das eID-System erleichtert, das jedem Dateninhaber ein einziges Identifikationsmerkmal zur Verfügung stellt. Damit können öffentliche Verwaltungen Daten austauschen und Privatpersonen und Unternehmen Zugang zu öffentlichen elektronischen Diensten erhalten. Das System ermöglicht es den Bürgern außerdem, jederzeit zu erfahren, welche Organisation auf ihre Daten zugegriffen hat.
Im Bereich der Dienstleistungen für Unternehmen können eine Reihe gängiger Transaktionen (z. B. Registrierung von Firmenname und -adresse, Quellensteuern und Sozialversicherungsbeiträge aus Löhnen) online mit vorab ausgefüllten Formularen durchgeführt werden. Auch der Verwaltungsaufwand für die Unternehmensgründung wird aufgrund der weitgehenden Wiederverwendung von Daten aus Datenbanken des öffentlichen Sektors als gering eingestuft.

### Österreich
Österreich hat es sich zum Ziel gesetzt, die Once-Only-Integration auf dem Gebiet der eGovernment-Dienste in den kommenden Jahren weiter voranzutreiben. In einigen Fällen wird das Prinzip bereits angewendet, wie z. B. bei der österreichischen elektronischen Patientenakte (ELGA) oder dem österreichischen FinanzOnline-Service.
Ein prominentes Beispiel ist der Fall der Familienbeihilfe in Österreich. Nach der Geburt des Kindes wird ohne Antrag zwischen den Behörden abgefragt, ob ein Rechtsanspruch besteht. Das zuständige Standesamt erfasst alle relevanten Daten über das Kind sowie die Personenstandsdaten der Eltern im Zentralen Personenstandsregister (ZPR), betrieben durch das Bundesministerium für Inneres. Diese Daten werden vom Bundesministerium für Inneres der Finanzverwaltung übermittelt. Die Finanzverwaltung prüft nun, ob alle Voraussetzungen für die Gewährung der Familienbeihilfe vorliegen. Ist dies der Fall, werden die Eltern informiert und das Geld wird automatisch auf das Konto überwiesen. Bis Mai 2015 mussten bis zu sechs Behörden konsultiert werden. In der Regel müssen Bürgerinnen und Bürger überhaupt keine Beweismittel mehr vorlegen und erhalten Unterstützung, ohne einen Antrag zu stellen. Zusätzlich kann bereits in manchen Krankenhäusern (z. B. in Wien) durch eine Außenstelle des Standesamtes (sogenannte ‚Babypoints‘) die Geburtsurkunde und weitere Unterlagen angefordert werden. Dadurch können weitere Behördengänge vermieden werden.

### Deutschland
Im bayerischen Digitalgesetz (BayDiG) ist in Art. 11 als Bestandteil der digitalen Infrastruktur ein solcher digitaler Speicherplatz, der der Sphäre des Bürgers zugeordnet ist, als Ausprägung der digitalen Identität des Bürgers, auf die jede natürliche Person einen Rechtsanspruch nach Art. 11 Abs. 1 BayDiG hat, geregelt. Ein bürgerzentrierter Ansatz des Once-Only-Prinzips lässt sich beispielsweise über einen digitalen Zwilling des Bürgers realisieren. Der digitale Zwilling eines jeden Bürgers hat dabei alle Eigenschaften und Attribute, die der Bürger hat (Wohnsitz, Alter, Personenstand, Eltern- oder Kindeigenschaft mit Verbindung zu Verwandten und Verschwägerten, Berechtigungen bspw. für Kfz etc.). Diese Eigenschaften am digitalen Zwilling kann der Bürger im Bedarfsfall freigeben, wo er sie in behördlichen oder sonstigen Bedarfsfällen benötigt. Nur der Bürger hat auf seinen digitalen Zwilling Zugriff. Dieser Zugriff auf den digitalen Zwilling ist sicher und individuell ausgestaltet.
Bereits der Koalitionsvertrag der Ampelregierung (2021–2025) enthielt die Zielsetzung, das Once-Only-Prinzip schnellstmöglich bundesweit umzusetzen. Gemeinsam wurde das Themenfeld von Bundeskanzleramt, Bundesfinanzministerium und dem Land Bremen bearbeitet. In diesem Zusammenhang wurde auch die Registermodernisierung als wichtige Voraussetzung eines funktionierenden Once-Only-Systems federführend vom Bundesinnenministerium und den Ländern Baden-Württemberg, Bayern, Hamburg und Nordrhein-Westfalen vorangetrieben. Zur Verknüpfung der bei vielen unterschiedlichen Stellen geführten Register soll ein „Nationales Once-Only Technical System (NOOTS)“ aufgebaut werden. Der dafür nötige Rechtsrahmen besteht aus dem Registermodernisierungsgesetz, einem zugehörigen Staatsvertrag, sowie dem NOOTS-Staatsvertrag, der vom Bundeskabinett im Mai 2025 beschlossen wurde und dem noch Bundestag, Bundesrat und die Länder zustimmen müssen.

## Umsetzung des Once-Only-Prinzips (grenzüberschreitend)

### e-SENS
Das Ziel von e-SENS ist es digitale, grenzüberschreitende Verwaltungsleitungen durch generische und wiederverwendbare technischen Komponenten in der Europäischen Union zu ermöglichen. Dieses Projekt fokussierte sich besonders auf technische Lösungen, wie z. B. die eID, e-Dokumente und elektronische Signaturen.
Als Teil des Citizen Lifecycle Bereichs von e-SENS testet Schweden seit 2016 einen neuen Online-Dienst, der Studenten aus Drittländern Zugang zu akademischen Programmen an der Universität Stockholm bietet. Das Pilotprojekt nutzt eID zur Identifizierung und Anmeldung mit Hilfe eines föderalen, grenzüberschreitenden Authentifizierungstools, das von e-SENS als groß angelegter EU-Initiative, unterstützt wird. Das Pilotprojekt, das von der Universität Stockholm durchgeführt wird, ermöglicht es ausländischen Studenten, Schwedischkurse auf dem Niveau zu studieren, das dem Stand der Studenten auf dem Campus entspricht, einschließlich der sicheren Einreichung von unterschriebenen Aufgaben, individuellem Lehrerfeedback online und der Teilnahme an Prüfungen. Das System verwendet eine erweiterte Version der Online-Lernplattform Moodle.

### Nordic Institute for Interoperability Solutions
Das Nordic Institute for Interoperability Solutions wurde von Finnland und Estland gegründet, um Daten über Bürger und Unternehmen zwischen öffentlichen Verwaltungen auszutauschen. Gemäß der Vereinbarung wurde die wichtigste finnische Datenaustauschlösung für Organisationen des öffentlichen Sektors, Suomi.fi-palveluväylä, an die estnische nationale Datenaustauschsystem X-Road angeschlossen. Palveluväylä basiert auf der estnischen X-Road-Technologie. Die Organisationen des öffentlichen Sektors in Finnland sind gesetzlich verpflichtet, diese zu nutzen. Die Verbindung zwischen den beiden nationalen Datenaustauschsystemen ermöglicht den Datenaustausch zwischen zahlreichen Datenspeichern in beiden Ländern. In einem ersten Schritt planen die beiden Länder, im Jahr 2018 automatisierte Abfragen der Bevölkerungsregister der jeweils anderen Länder zu starten. Es besteht auch ein Interesse an der gemeinsamen Nutzung und Wiederverwendung von Daten durch die Finanzämter. Ziel dieses Projekts ist es, grenzüberschreitende öffentliche Dienstleistungen für Bürger und Unternehmen anzubieten.

### eManifest
Das Pilotprojekt eManifest wurde 2016 ins Leben gerufen, um die Umsetzung des Once-Only Prinzips im Bereich der maritimen Daten in Zusammenarbeit zwischen der GD MOVE, der GD TAXUD, der Europäischen Agentur für die Sicherheit des Seeverkehrs (EMSA) und Vertretern der See- und Zollbehörden von 13 EU-Mitgliedstaaten und Industrieverbänden zu testen. Ziel des Projekts ist es, Verfahren, die die Meldeformalitäten für den Seeverkehr vereinfachen und die Umsetzung der Richtlinie 2010/65/EG über Meldeformalitäten erleichtern würden zu testen. Das Pilotprojekt sieht vor, dass Datenelemente, die von den Wirtschaftsteilnehmern des Seeverkehrs übermittelt werden, einmalig durch eine einzige Übermittlung an das nationale oder EU-weite maritime Single Window gemeldet und anschließend an die zuständigen nationalen Behörden verteilt werden können.

### Business Registers Interconnection System
Das BRIS (Business Registers Interconnection System) ist eine Initiative auf EU-Ebene, die eine grenzüberschreitende Kooperationsplattform für europäische Unternehmensregister bereitstellt und als Single Point of Access für das europäische E-Justiz-Portal fungiert. Es bietet einen Dienst, über den Bürger, Unternehmen und öffentliche Verwaltungen gemäß der Richtlinie 2012/17/EG Informationen über Unternehmen und ihre in anderen Mitgliedstaaten eröffneten Zweigniederlassungen abrufen können. BRIS bietet eine Schnittstelle/Suchfunktion für den Zugriff auf Unternehmensdaten auf EU-Ebene. Es soll den Verwaltungsaufwand der Unternehmen bei der Erfüllung grenzüberschreitender Verpflichtungen reduzieren und die Rechtssicherheit und Effizienz der von öffentlichen Verwaltungen durchgeführten Verfahren erhöhen.

### X-trans.eu
X-trans.eu war ein grenzüberschreitendes Pilotprojekt zwischen dem Freistaat Bayern und Oberösterreich mit dem Ziel, ein innovatives Verfahren zur Beantragung und Genehmigung von grenzüberschreitenden Großraumtransporten zu entwickeln. Aufgrund der unterschiedlichen Antragsformulare und Verfahren zur Erlangung von Genehmigungen für Schwertransporte in verschiedenen Ländern war das Ziel des Pilotprojekts, ein zentrales System zu schaffen, das es Unternehmen erspart, mehrere Anträge für denselben Transport bei verschiedenen lokalen Behörden einzureichen. Das zentrale Genehmigungsportal x-trans.eu ermöglichte den Antragstellern, ihre Daten nur einmalig für den jeweiligen Transport zur Verfügung zu stellen. Die gesammelten Informationen wurden dann an die zuständigen Stellen in den jeweiligen Ländern weitergeleitet, basierend auf den Antragsanforderungen in den einzelnen Ländern. Grundlage für das Portal war ein gemeinsames Datenmodell, das alle für eine Genehmigung notwendigen Informationen enthielt. Anschließend konnten Regeln formuliert werden, um die in den einzelnen Ländern geforderten Informationen und Antragsformate zu beschreiben. Damit war das System vollständig skalierbar für jedes europäische Land. In der Pilotphase wurde der Datenaustausch zwischen Österreich und Deutschland erfolgreich getestet.

## Once-Only-Forschungsprojekte

### The Once-Only Principle Project (TOOP)
The Once-Only Principle Project (TOOP) ist eine groß angelegte grenzüberschreitende Pilotinitiative, die durch das Rahmenprogramm Horizon 2020 unterstützt wird und die Machbarkeit des Once-Only Prinzips auf grenzüberschreitender Ebene untersucht. TOOP verfolgt einen spezifischen Ansatz für das Once-Only Prinzip, indem der Schwerpunkt auf Informationen über Unternehmen (d. h. ohne Daten über einzelne Bürger) und auf den grenzüberschreitenden Austausch dieser Informationen gelegt wird. Das Projekt zielt darauf ab, einen Beitrag zu einer Zukunft zu leisten, in der Unternehmen bestimmte Standardinformationen nur einmal an eine nationale oder supranationale öffentliche Verwaltung weitergeben müssen, und diese Informationen von Behörden unter Beachtung der gesetzlichen Anforderungen und Zwänge gemeinsam genutzt und wiederverwendet werden können.

### Stakeholder Community of the Once-Only Principle For Citizens (SCOOP4C)
Stakeholder Community of the Once-Only Principle For Citizens (SCOOP4C) ist eine vom Rahmenprogramm Horizon 2020 unterstützte Koordinierungs- und Unterstützungsmaßnahme der EU. Ziel der Initiative ist es, zu untersuchen, wie eine bessere Bereitstellung öffentlicher Dienstleistungen für die Bürger durch die Anwendung des Once-Only Prinzips erreicht werden kann. SCOOP4C analysiert Implementierungsbarrieren, generiert Once-Only-bezogene Forschung und identifiziert und vernetzt relevante EU-Stakeholder. Dazu werden Stakeholder aus dem öffentlichen, akademischen, privatwirtschaftlichen und zivil-gesellschaftlichen Sektor hinzugezogen, um alle Bereiche des Once-Only Prinzip wissenschaftlich und kritisch zu beleuchten. Zu diesem Zweck organisiert die Initiative regelmäßig EU-weite Workshops und Veranstaltungen zum Thema und stellt eine Online-Wissensdatenbank, eine Community-Plattform und eine Best-Practice-Datenbank zur Verfügung. Dadurch werden alle aktuellen Once-Only Initiativen gebündelt und der Austausch zwischen Experten ermöglicht.